# Halowe Mistrzostwa Świata w Lekkoatletyce 2014 – skok o tyczce kobiet
Skok o tyczce kobiet – jedna z konkurencji technicznych rozgrywanych podczas 15. halowych lekkoatletycznych mistrzostw świata na Ergo Arenie w Sopocie.
Tytułu mistrzowskiego nie broniła Rosjanka Jelena Isinbajewa.

## Rekordy
W poniższej tabeli przedstawiono (według stanu przed rozpoczęciem mistrzostw) rekordy świata, poszczególnych kontynentów oraz halowych mistrzostw świata oraz najlepszy rezultat w br.
|                                   | Zawodniczka       | Wynik | Miejsce     | Data                |
| --------------------------------- | ----------------- | ----- | ----------- | ------------------- |
| Halowy rekord świata              | Jennifer Suhr     | 5,02  | Albuquerque | 2 marca 2013(dts)   |
| Rekord halowych mistrzostw świata | Jelena Isinbajewa | 4,86  | Budapeszt   | 6 marca 2004(dts)   |
| Listy światowe                    | Anna Rogowska     | 4,76  | Gandawa     | 9 lutego 2014(dts)  |
| Halowy rekord Afryki              | Elmarie Gerryts   | 4,41  | Birmingham  | 20 lutego 2000(dts) |
| Halowy rekord Ameryki Południowej | Fabiana Murer     | 4,82  | Birmingham  | 20 lutego 2010(dts) |
| Halowy rekord Ameryki Północnej   | Jennifer Suhr     | 5,02  | Albuquerque | 2 marca 2013(dts)   |
| Halowy rekord Australii i Oceanii | Kym Howe          | 4,72  | Donieck     | 10 lutego 2007(dts) |
| Halowy rekord Azji                | Li Ling           | 4,51  | Hangzhou    | 19 lutego 2012(dts) |
| Halowy rekord Europy              | Jelena Isinbajewa | 5,01  | Sztokholm   | 23 lutego 2012(dts) |

## Terminarz
| Data         | Godzina | Runda |
| ------------ | ------- | ----- |
| 9 marca 2014 | 15:00   | Finał |

## Rezultaty
| Pozycja | Zawodniczka          | Państwo           | 4,30 | 4,45 | 4,55 | 4,65 | 4,70 | 4,75 | Wynik | Uwagi |
| ------- | -------------------- | ----------------- | ---- | ---- | ---- | ---- | ---- | ---- | ----- | ----- |
| 01 !    | Yarisley Silva       | Kuba              | –    | o    | o    | xo   | o    | xxx  | 4,70  | SB    |
| 02 !    | Anżelika Sidorowa    | Rosja             | o    | o    | o    | o    | xo   | xxx  | 4,70  |       |
| 02 !    | Jiřina Svobodová     | Czechy            | –    | o    | o    | o    | xo   | xxx  | 4,70  |       |
| 4.      | Fabiana Murer        | Brazylia          | –    | o    | o    | o    | xxo  | xxx  | 4,70  | SB    |
| 5.      | Anna Rogowska        | Polska            | –    | o    | o    | o    | xxx  |      | 4,65  |       |
| 5.      | Jennifer Suhr        | Stany Zjednoczone | –    | –    | –    | o    | –    | xxx  | 4,65  |       |
| 7.      | Silke Spiegelburg    | Niemcy            | –    | xo   | o    | o    | xxx  |      | 4,65  |       |
| 8.      | Mary Saxer           | Stany Zjednoczone | –    | o    | o    | xxx  |      |      | 4,55  |       |
| 9.      | Holly Bleasdale      | Wielka Brytania   | –    | xxo  | o    | xxx  |      |      | 4,55  |       |
| 10.     | Tina Šutej           | Słowenia          | o    | o    | xxo  | xxx  |      |      | 4,55  |       |
| 11.     | Anastasija Sawczenko | Rosja             | xo   | o    | xxx  |      |      |      | 4,45  |       |
| 12.     | Nikoleta Kiriakopulu | Grecja            | o    | –    | xxx  |      |      |      | 4,30  |       |